# Tedia oxygnatha
Tedia oxygnatha là một loài nhện trong họ Dysderidae.
Loài này thuộc chi Tedia. Tedia oxygnatha được Eugène Simon miêu tả năm 1882.